# آدلاید لابلی-گویارد
آدلاید لابلی-گویارد (به انگلیسی: Adélaïde Labille-Guiard) (زاده ۱۱ آوریل ۱۷۴۹-درگذشته ۲۳ آوریل ۱۸۰۳) نقاش چهره‌نگار فرانسوی بود.

## نگارخانه

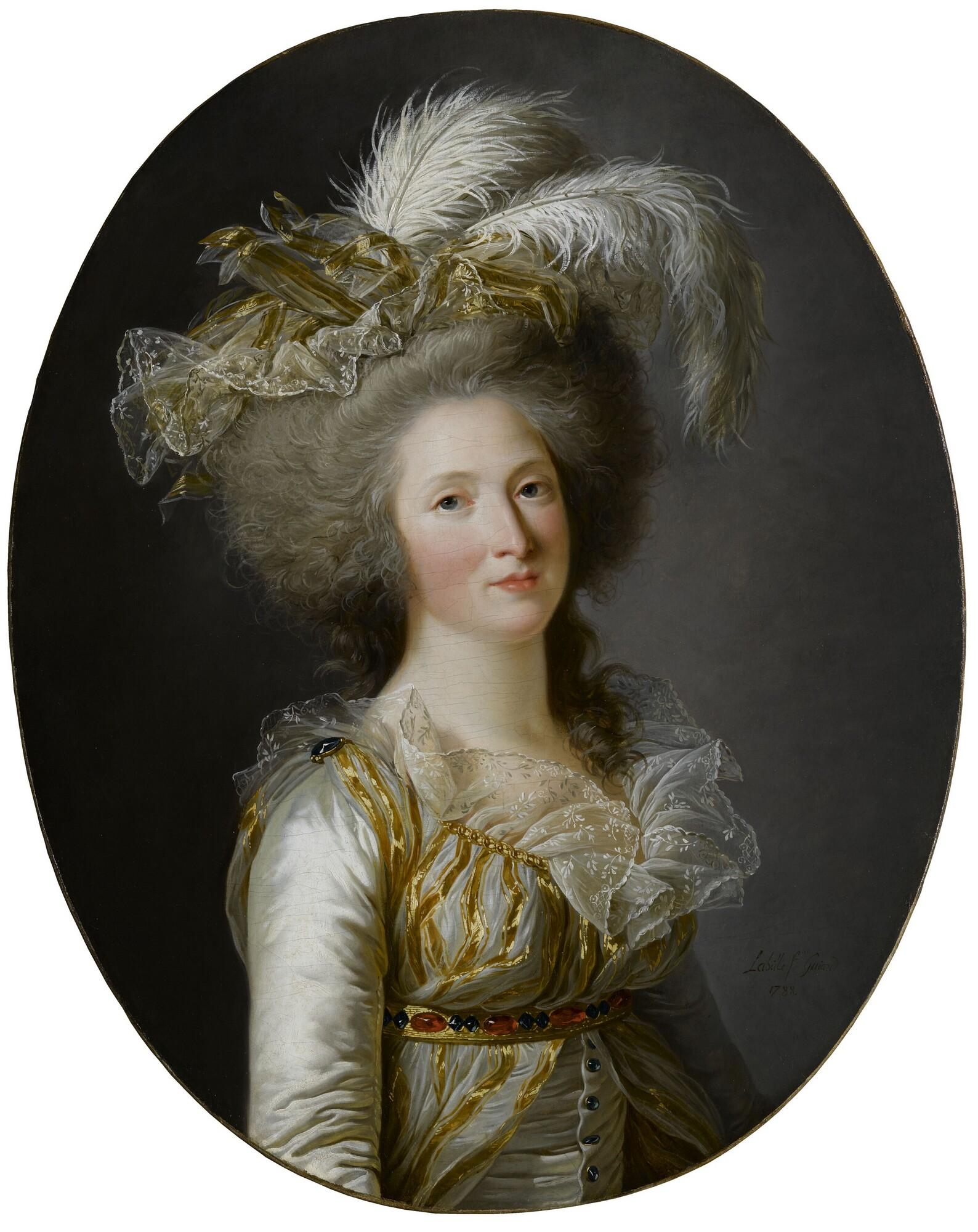
Elisabeth Philippine Marie Helene de Bourbon
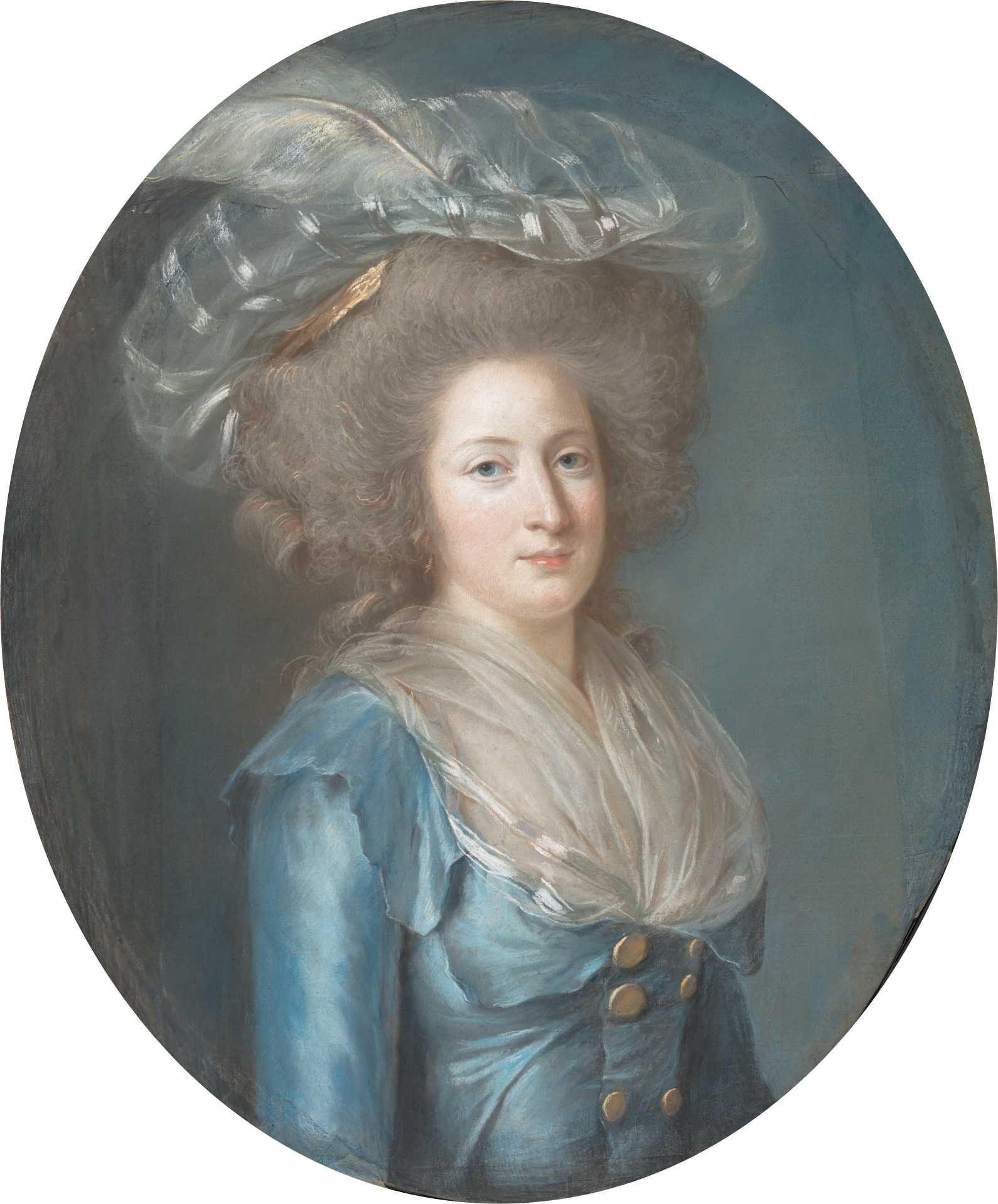
Elisabeth de France
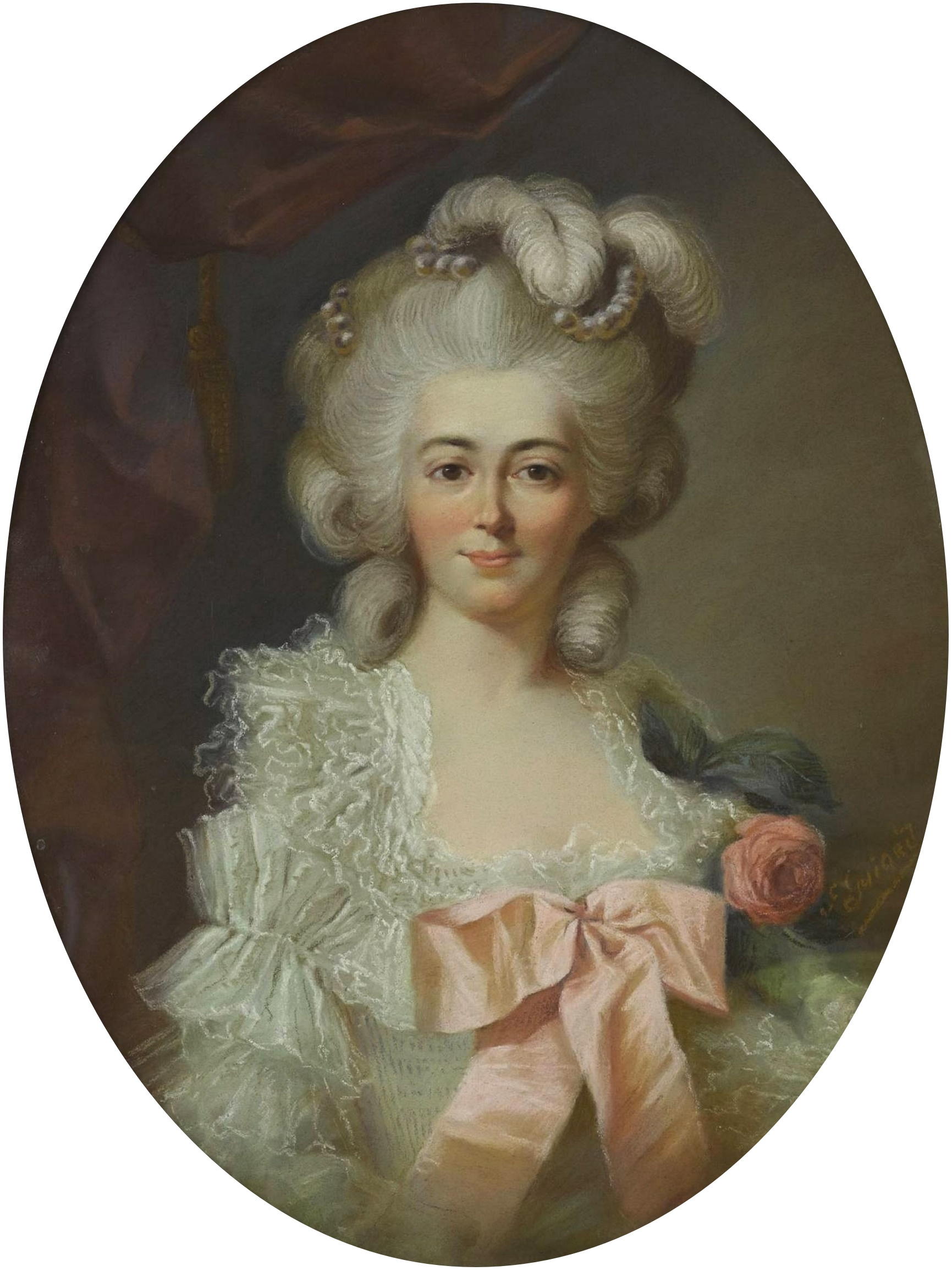
Helena Massalska
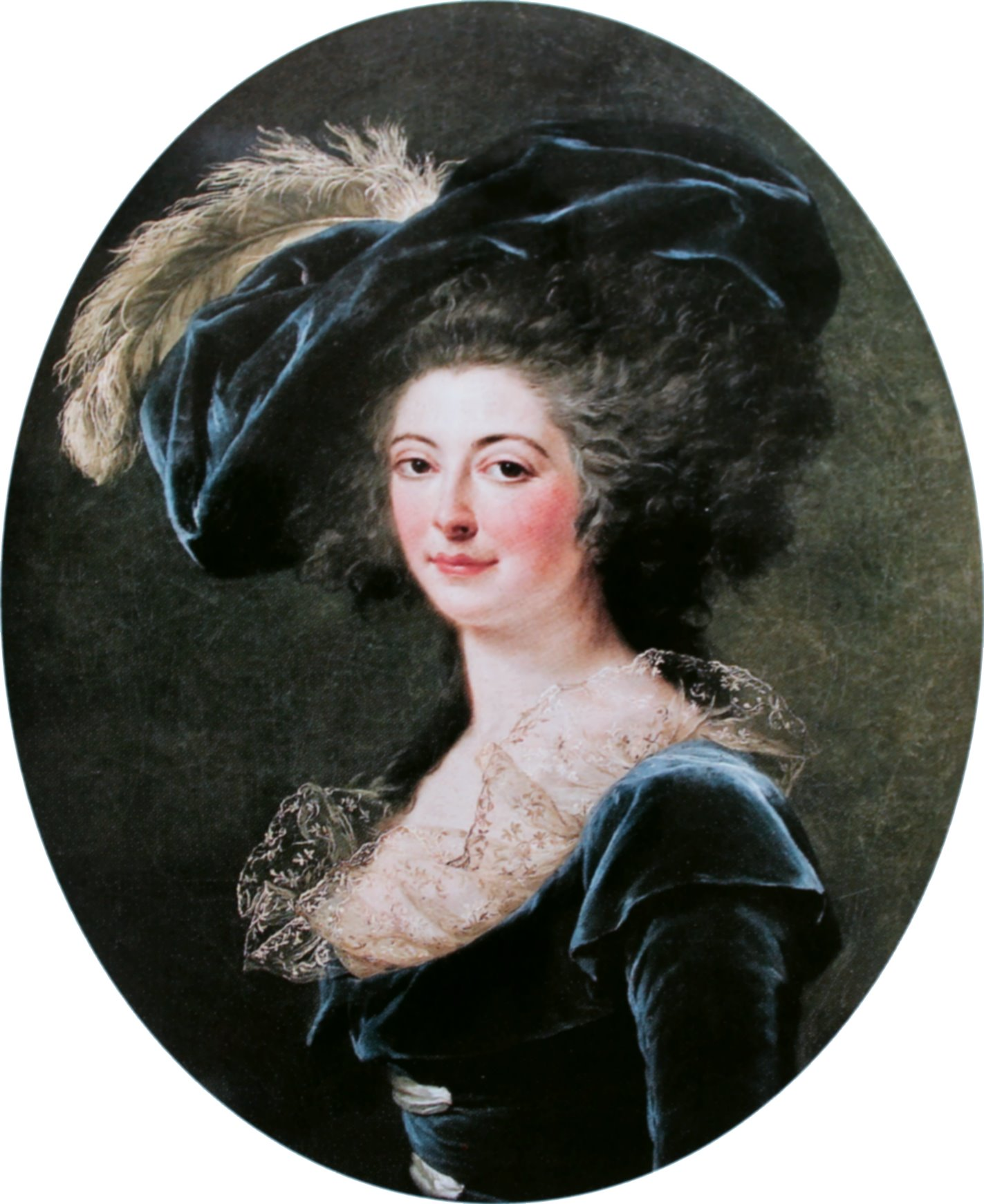
Madame Alexis
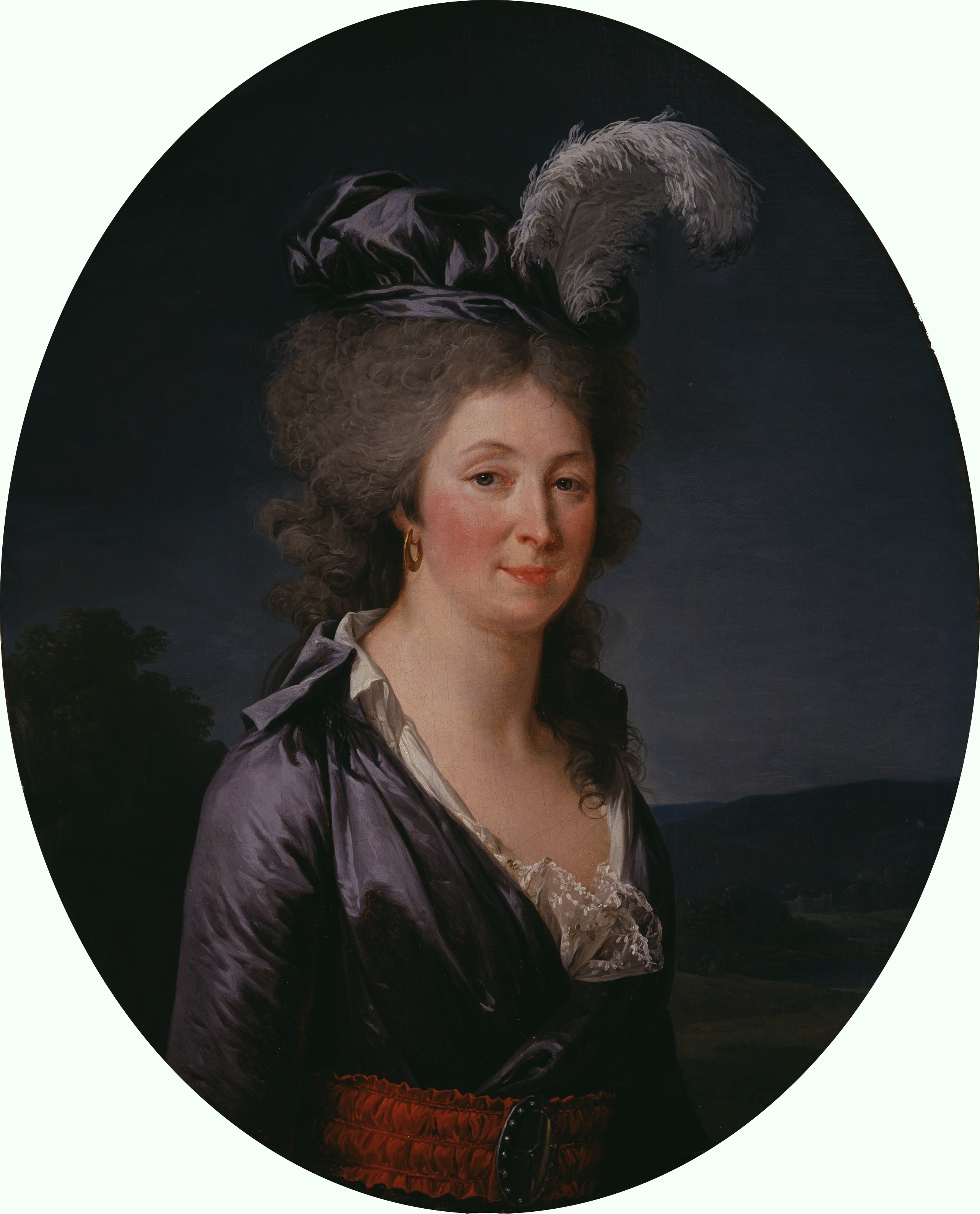
Adrienne Lafayette